# 亞歷山德羅·德蘇沙
亞歷山德羅·德蘇沙（Alessandro de Souza，1992年3月23日—）生於秘魯利馬，是一名秘魯射擊運動員，主攻不定向飛靶項目，曾獲得2018年美洲射擊錦標賽男子不定向飛靶冠軍。

## 外部連結
- ISSF （页面存档备份，存于）